# Cecilia Modig
Cecilia Modig,  född 11 mars 1946, är en svensk författare och socionom. Hon har arbetat på Barnbyn Skå, som redaktör för den socialpolitiska tidskriften pockettidningen R, som lärare vid socialhögskolan i Stockholm, som utredare och projektledare vid Socialstyrelsen och Kommunförbundet, som pressekreterare på Socialdepartementet, politiskt sakkunnig på UD samt som chef för Rädda Barnens Centrum för barn i kris. Medlem i Barnombudsmannens expertråd. Ordförande i Mind (Föreningen Psykisk Hälsa) sedan februari 2013.